# Андреев, Лев Петрович
Лев Петро́вич Андре́ев (1863 — после 1917) — русский архитектор, работавший в Петербурге.

## Биография
По окончании курса в варшавском реальном училище поступил Институт гражданских инженеров, который окончил в 1888 году. Работал в ТСК МВД, Санкт-Петербургском градоначальстве (1889—1911), канцелярии Синода (с 1890), Государственном контроле (1890-е—1917). Архитектор Александро-Невской лавры (1890—1900-е), управления домами княгини Юсуповой. Строил дачи в окрестностях Санкт-Петербурга, здание Девичьего монастыря, перестроил церковь в Новоладожском уезде. Член Петербургского общества архитекторов (с 1893 года).

## Проекты и постройки
- Здания словолитни и складов О. И. Лемана (перестройка и расширение). Гороховая улица, 49 (1890—1891);
- Производственное здание кожевенного завода И. М. Абрагамсона (перестройка). Набережная Обводного канала, 130 (1891)[4];
- Комплекс зданий Картонажно-переплётной фабрики товарищества «Отто Кирхнер». Большая Пушкарская улица, 10 — улица Лизы Чайкиной, 3 (1890-е)[5][6];
- Певческий корпус Александро-Невской лавры (надстройка дворового флигеля). Лаврский проезд, 1 (1894)[7];
- Церковь Покрова пресвятой Богородицы в Александро-Невской Свято-Троицкой лавре (1897)[8];
- Производственные здания кожевенного завода А. А. Парамонова (расширение). Кожевенная линия, 1-3 (1898)[9];
- Здание больницы Воскресенского Новодевичьего монастыря. Московский проспект, 100П (1900—1906)[10];
- Здание кладбищенской конторы Александро-Невской лавры. Набережная реки Монастырки, 1М (1900)[11];
- Церковь Божией матери тихвинской (кладбищенская) в Александро-Невской Свято-Троицкой лавре (перестройка) (1901)[12];
- 1-й дом трудолюбия и городской ночлежный дом (надстройка и расширение). Набережная Обводного канала, 179 (1902)[13];
- Доходный дом (перестройка). Садовая улица, 61 (1903)[14];
- Доходный дом (правая часть). Малый проспект ВО, 49 (1908—1909)[15];
- Доходный дом. Малый проспект ВО, 48 (1911)[16].